# Коулрофилия

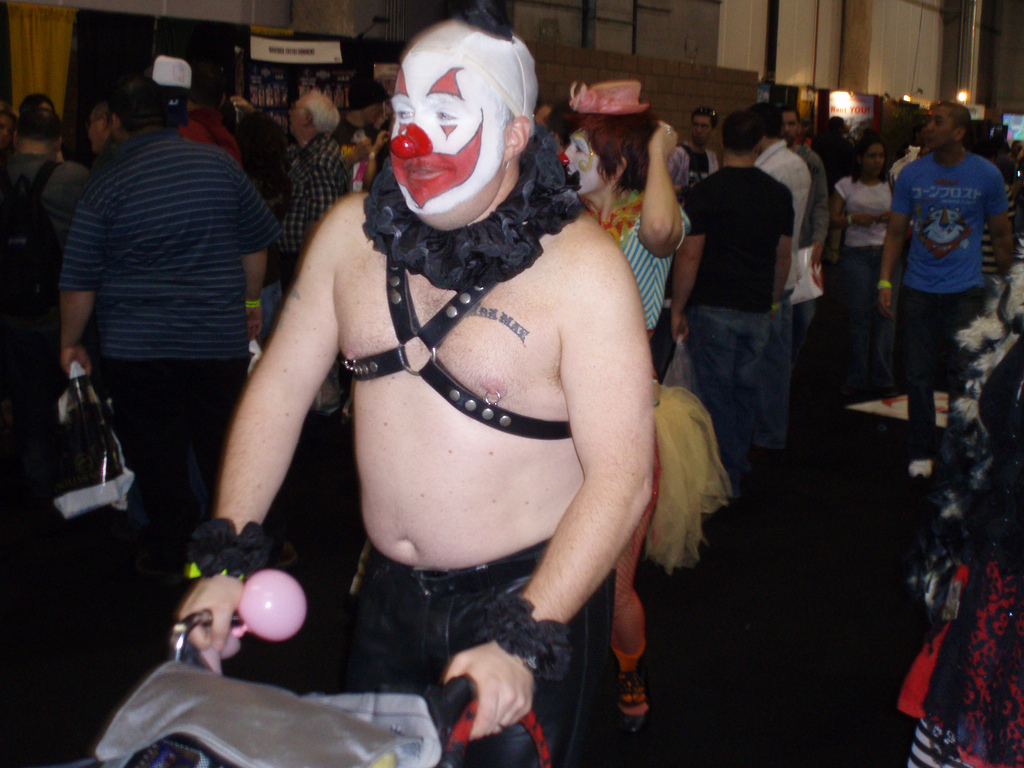
Клоун в фетишистском стиле на выставке AVN Adult Entertainment Expo в 2008 году

Коулрофилия (англ. Coulrophilia) — парафилия, фокус эротического интереса которой — возбуждение от клоунов. Коулрофилия может пересекаться с коулрофобией, страхом перед клоунами.

## Сообщество
Сообщество коулрофилов связано с сообществом БДСМ, и те и другие часто используют реквизит и фетишистскую моду в качестве средства сексуального возбуждения. Коулрофилы могут потреблять порнографию, изображающую людей в костюмах клоунов, или могут использовать такие костюмы и образы клоунов в сексе. Некоторые люди, называющие себя коулрофилами, ссылаются на глупость и несерьёзность клоунов как на привлекательный момент, в то время как другие заявляют, что им нравится эротическое унижение. Среди известных порноактрис — Холли Стивенс, Miss Quin и Sugar Weasel.
Члены сообщества могут общаться онлайн, используя форумы, веб-сайты и Реддит. С 2017 года термин «clussy» (сращение слов «clown» и «pussy», обозначающее влагалище клоуна) используется в Интернете людьми, которых привлекают клоуны.
Коулрофилия может пересекаться с коулрофобией, когда некоторые представители субкультуры испытывают сексуальное возбуждение из-за страха перед клоунами. После инцедента с клоунами в 2016 году, по данным Pornhub, поиск порнографии с клоунами на сайте увеличился на 213 %, причём женщины на 33 % чаще вводили этот запрос, чем мужчины. Веб-сайт xHamster также сообщил, что количество запросов на порнографию с клоунами увеличилось на 50 процентов. Примерно в то же время был выпущен фильм «Оно», создав группу фанатов в Интернете, которые испытывали сексуальное влечение к персонажу Пеннивайзу. Такая же ситуация сложилась и с Гэйру Тонэйдо, вымышленным персонажем из игры Phoenix Wright: Ace Attorney – Spirit of Justice, которая приобрела славу в Интернете из-за сексуальной привлекательности.